# Walter Gustavo Silvani Rios
Walter Gustavo Silvani (Buenos Aires, 5 de novembre de 1971) és un futbolista argentí, ja retirat, que jugava de davanter centre.

## Trajectòria
Silvani va començar a destacar al River Plate del seu país natal. Va pujar al primer equip el 1989 i a l'any següent es converteix en un dels davanters que més hi juguen. Destaquen els 13 gols de la temporada 93/94.
A començament de 1996 marxa a la Universidad de Chile de Xile, i un any després, dona el pas a Europa al fitxar pel CF Extremadura, l'any en què el club blaugrana debutava en primera divisió. Va arribar amb la lliga iniciada, i junt als seus compatriotes Navarro Montoya i Basualdo, va ser un revulsiu, que a les postres, no va servir per evitar el descens.
A la temporada següent, la 97/98, recala a la UD Salamanca en la qual hi romandrà dos anys a Primera i altres dos a la categoria d'argent, fins a deixar el club castellà el 2001. Fitxa llavors pel Pachuca mexicà, on hi qualla una bona temporada amb 17 gols en 28 partits.
A mitjan temporada 02/03 retorna al seu país per jugar al Newell's Old Boys, i després a l'Estudiantes de La Plata (amb una breu estada a l'equip saudita Al-Ittihad). Finalment, la temporada 05/06 juga la lliga uruguaina a les files del Liverpool de Montevideo, on hi penja les botes en finalitzar la campanya.

### Clubs
- 89-96 River Plate (Arg) 140/32
- 95-96 Univ. de Chile (Chi) 21/8
- 96/97 Extremadura (Esp) 22/7
- 97/01 Salamanca (Esp) 104/17
- 01/03 Pachuca (Mex) 42/19
- 02/04 Newell's (Arg) 48/12
- 03/04 Al Ittihad (Ksa) 6/0
- 04/05 Estudiantes LP (Arg) 10/1
- 05/06 Liverpool Mont. (Uru) 9/2